# Ярдбърдс
„Ярдбърдс“ (на английски: The Yardbirds) е английска рок група, създадена в Лондон през 1963 г. Основният ѝ състав включва Кийт Релф (вокал и хармоника), Джим Маккарти (ударни), Крис Дрея (ритъм и бас китара) и Пол Самюъл-Смит (бас китара и продуцент). Групата е известна и с това, че от нея започва кариерата на трима от най-популярните рок китаристи – Ерик Клептън, Джеф Бек и Джими Пейдж – и тримата са в челната петица на списъка на стоте най-добри китаристи на списание „Ролинг Стоун“. Тя става известна с поредица хитове в средата на 60-те години, сред които For Your Love, Shapes of Things, Over Under Sideways Down и Heart Full of Soul.
С музика, първоначално базирана на блуса и известна с характерните им енергични инструментални прекъсвания, „Ярдбърдс“ постепенно разширяват стила си в посока на поп музиката и ранния психеделичен и хардрок. На тях се дължат много нововъведения при електрическите китари в средата на 60-те години, като фийдбека и дисторшъна. Групата има голямо влияние както върху съвременната си музика, така и върху развилите се през следващите години стилове, и вдъхновява множество имитатори, като „Каунт Файв“ и „Шадоус ъф Найт“. Някои автори смятат, че „Ярдбърдс“ силно допринасят или дори изобретяват „раждането на психеделичната музика“, както и че посяват семената на стилове, като пънк рок, прогресив рок и хевиметъл. След разделянето на групата през 1968 година Релф и Маккарти създават групата „Ренесанс“, а Пейдж – бъдещата „Лед Зепелин“.
Групата е включена в Залата на славата на рокендрола през 1992 г.
„Ярдбърдс“ е възстановена през 90-те години с участието на Джим Маккарти и Крис Дрея от първоначалния състав. Дрея напуска през 2012 г.

## История

### Възникване
Групата „Ярдбърдс“ се образува в югозападните предградия на Лондон през 1963 година. Кийт Релф и Пол Самюъл-Смит първо участват в група, наречена „Метрополитън Блус Квартет“. След присъединяването на Крис Дрея, Джим Маккарти и Топ Топхем, в края на май те свирят в Кингстънското художествено училище като акомпанираща група на изпълнителя на блус хармоника Сирил Дейвис. След няколко участия под септември като „Блус-Саундс“, те приемат името „Ярдбърдс“ – жаргонен израз за клошарите около железопътните гари или затворниците в двора за разходки, а може би и като препратка към един от прякорите на известния американски джаз музикант Чарли Паркър.
Квинтетът прави впечатление на бързо развиващата се британска ритъм енд блус сцена, след като стават основна група на клуба „Кроудеди“ в Ричмънд, заемайки мястото на „Ролинг Стоунс“. Репертоарът им заимства от чикагския блус на Хаулин Уулф, Мъди Уотърс, Бо Дидли, Сони Бой Уилямсън II и Елмор Джеймс с песни като „Smokestack Lightning“, „Good Morning, School Girl“, „Boom Boom“, „I Wish You Would“, „Rollin' and Tumblin'“, „Got Love if You Want It“, „I'm a Man“.
През октомври 1963 година първоначалният водещ китарист Топ Топхем напуска и мястото му е заето от Ерик Клептън. Импресариото на „Кроудеди“ Джорджо Гомелски става мениджър и звукозаписен продуцент на „Ярдбърдс“ и им организира участие като акомпанираща група в голямо британско турне на Сони Бой Уилямсън II от декември 1963 до началото на 1964 година. По време на турнето са направени записи от концертни изпълнения, част от които две години по-късно, в зенита на славата на групата, са издадени в албума „Sonny Boy Williamson and The Yardbirds“.
След турнето с Уилямсън през февруари 1964 година „Ярдбърдс“ подписват договор със звукозаписната компания „Кълъмбия Рекърдс“ и от края на март правят още концертни записи в известния клуб „Марки“ в Лондон. Резултатът от тях, албумът с ритъм енд блус кавърверсии „Five Live Yardbirds“, е издаден от „Кълъмбия“ девет месеца по-късно и не успява да влезе в британските класации за албуми. Въпреки това през следващите години албумът е признат за един от малкото качествени концертни записи на епохата и е сочен като образец както на британския рокендрол бум от 60-те години, така и на престоя на Ерик Клептън в групата.
Съставът на „Ярдбърдс“ с Ерик Клептън записва два блус сингъла, „I Wish You Would“ и „Good Morning, School Girl“, преди групата да издаде първия си голям хит, открито поп звучащата „For Your Love“, повлияна от „Бийтълс“ композиция на Греъм Гоулдман, изградена около четириакордовата последователност (ми минор-сол-ла-ла минор) и свирена на клавесина на Брайън Оугър. „For Your Love“ оглавява класациите във Великобритания и Канада и достига шесто място в Съединените щати, но отблъскав Клептън, който по това време е блус пурист, стремящ се към повече от триминутни сингли. Разочарован от комерсиалния подход, той внезапно напуска групата на 25 март 1965 година, деня на издаването на сингъла. Малко по-късно Клептън се присъединява към „Джон Мейол и Блусбрейкърс“, но преди това препоръчва за свой заместник в „Ярдбърдс“ Джими Пейдж, обещаващ млад студиен китарист. Доволен от доходната си студийна работа и притеснен за здравето си и за атмосферата след напускането на Клептън, Пейдж от своя страна препоръчва своя приятел Джеф Бек, който свири с групата за пръв път два дни след напускането на Клептън.

### Период на Джеф Бек
Експериментите на Джеф Бек с различни китарни ефекти се вписват добре във все по-сурово звучащата британска бийт музика. „Ярдбърдс“ започват да правят опити с еклектични аранжименти, напомнящи грегориански песнопения и различни други европейски и азиатски стилове, Бек внася в тази смес значително близкоизточно влияние. През 1966 година Джеф Бек е обявен за китарист №1 от музикалното списание „Бийт Инструментал“.
През доминирания от Джеф Бек период „Ярдбърд“ издават поредица от значими записи. Сред тях са хитовите сингли „Heart Full of Soul“, „Evil Hearted You“/„Still I'm Sad“, кавър версия на „I'm a Man“ на Бо Дидли, „Shapes of Things“ и „Over Under Sideways Down“ и албумът „Yardbirds“ (станал по-известен като „Roger the Engineer“). През 1965 година дисторшън рифът на Бек в „Heart Full of Soul“ въвежда индийския китарен рага стил в поп класациите. Последвалия „Evil Hearted You“ засилва ориенталските влияния, а на задната му страна „Still I'm Sad“ включва вокални изпълнения в грегориански стил. Кавърът на Бо Дидли е твърд блус рок, демонстриращ характерните за групата преходи в темпото.
В края на август 1965 година групата предприема първото си турне в Съединените щати. За американския пазар са подготвени два албума – „For Your Love“ и „Having a Rave Up“ – половината съдържание на които идва от предишния албум „Five Live Yardbirds“, допълнено с нов материал като „Mister, You're a Better Man Than I“ и „Train Kept A-Rollin'|Train Kept A-Rollin“. Тези две песни са записани с легендарния продуцент Сам Филипс в Мемфис по време на американското турне. В периода на Бек следват още три американски турнета и кратко турне в Европа през април 1966 година.
Сингълът „Shapes of Things“, излязъл през февруари 1966 година, „може обосновано да бъде определен като първата класика на психеделичния рок“ по думите на Ричи Унтербергер от AllMusic.com и маркира началото на британската психеделична музика три месеца преди излизането на „Rain“ на „Бийтълс“. Достигайки трето място в британските и единадесето в американските класации, „Shapes of Things“ става и първият авторски хит на „Ярдбърдс“, тъй като предишните три са писани от Греъм Гоулдман. Антивоенният подтекст в текста на Релф и китарното соло на Бек, базирано на фийдбека и включващо близкоизточни мотиви, отразяват все по-силното насочване на групата към психеделичната музика. Тази тенденция е отразена и в песента на B-страната на сингъла, „You're A Better Man Than I“, както и в следващия сингъл „Over Under Sideways Down“, който излиза през май и включва още донкихотовски текст от Релф и още повлияна от рага китарна линия от Бек.
Записите на „Over Under Sideways Down“ са проведени през април 1966 година и довеждат до албума „Yardbirds“. Той често е наричан и „Roger the Engineer“ по думите, изписани от Дрея под рисунка на звукоинженера Роджър Камерън, включена в обложката на албума. В Съединените щати съкратена версия на албума, невключваща и илюстрациите от британската обложка, е издадена под името „Over Under Sideways Down“. При тази звукозаписна сесия „Ярдбърдс“ се разделят със своя мениджър Джорджо Гомелски, като мястото му е заето от писателя Саймън Непер-Бел.
Групата, водена от Релф и Маккарти, умишлено се въздържа от записване на кавър версии, записвайки целия албум с авторски материал. По спомени на Дрея, те получават „цяла седмица“ за записите на албума, а резлтатът е еклектична смесица от блус, хардрок, монашеско пеене („Turn into Earth“, „Ever Since the World Began“) и традиционни африкански ритми („Hot House of Omagararshid“). Обединяващият елемент през това разнородно съдържание са китарните линии на Бек. „Roger the Engineer“ е класиран под номер 350 измежду „500-те най-велики албума на всички времена“ на списание „Ролинг Стоун“.

### Състав Бек/Пейдж
„Roger the Engineer“ излиза през юни 1966 година. Малко по-късно Пол Самюъл-Смит напуска групата по време на пиянско изпълнение в „Киунс Колидж“ в Оксфорд, след което започва кариера на звукозаписен продуцент. Джими Пейдж, който присъства на концерта, се съгласява да свири на бас китара с групата, докато ритъм китаристът Дрея се научи да свири добре на този инструмент. През следващите седмици групата свири с Пейдж на баса и Бек и Дрея на китарите в Париж, Великобритания и Съединените щати. По време на турнето Бек се разболява и е приет в болница в Сан Франциско – така на концерт на 25 август Пейдж свири като водещ китарист, а Дрея поема бас китарата. Докато Бек остава да се възстановява в Сан Франциско при приятелката си Мери Хюз, групата продължава турнето си. Когато „Ярдбърдс“ се събират отново в Лондон, Дрея остава на баса и групата продължава с двама водещи китаристи.
С тандема Бек-Пейдж на китарите групата създава авангардния психеделичен сингъл „Happenings Ten Years Time Ago“, записан през юли и септември с бъдещия басист на „Лед Зепелин“ Джон Пол Джоунс, вместо с Дрея. B-страна на сингъла е „Psycho Daisies“, две минути зачатъчен гаражен пънк, с Бек като вокалист и водещ китарист и Пейдж на баса. B-страната в Съединените щати, „The Nazz Are Blue“ също включва рядко вокално изпълнение на Бек.
„Ярдбърдс“ записват и „Stroll On“, преработка на „Train Kept A-Rollin'“ на Тони Брадшоу, използвана в известния филм на Микеланджело Антониони „Фотоувеличение“. Релф променя заглавието и текста на песента, за да няма нужда от разрешение от притежателя на авторските права. Участието им във филма, за нашумял моден фотограф, преживяващ екзистенциална криза в Лондон от 60-те години, е реализирано, след като „Ху“ отказват предложението за участие, а „Ин-Крауд“ нямат възможност да се включат в снимките. „Велвет Ъндърграунд“ също се разглеждани като възможност, но не успяват да получат разрешение за работа във Великобритания. Режисьорът Антониони кара Джеф Бек да разбие китарата си, имитирайки Пийт Таунсенд от „Ху“. Китарата, която използва за тази цел е евтин германски инструмент на „Хьофнер“.
Съставът Бек/Пейдж почти няма други студийни записи. Не са известни и концертни записи в този състав, с изключение на „Great Shakes“, реклама за млечните шейкове „Грийт Шейкс“, използваща началния риф на „Over Under Sideways Down“ и включена в компилацията от 1992 година „Little Games Sessions & More“.
Един запис, направен от Бек и Пейдж през май 1966 година, седмици преди присъединяването на Пейдж към „Ярдбърдс“, е „Beck's Bolero“, вдъхновено от „Болеро“ на Морис Равел, като за автор е посочен Пейдж (въпреки че Бек също твърди, че е написал парчето), а в записа участват още Джон Пол Джоунс на баса, Кийт Мун на барабаните и Ники Хопкинс на пианото. Около времето на този запис се появява идеята за „супергрупа“, която да включва Бек, Пейдж, Мун и басиста на „Ху“ Джон Ентуисъл, като Ентуисъл подхвърля, че тя „би имала успех като оловен балон“ („lead baloon“), а Мун предлага за име на групата „Лед Зепелин“ („Lead Zeppelin“). Въпреки че всички музиканти остават в дотогавашните си групи, Пейдж си спомня за този разговор, когато през 1968 година се избира името на „Лед Зепелин“ („Led Zeppelin“). „Beck's Bolero“ е издадена първо през 1967 година като задна страна на първия солов сингъл на Бек „Hi Ho Silver Lining“, а през следващата година е включена в дебютния албум на „Джеф Бек Груп“ „Truth“.
През този период „Ярдбърдс“ продължават интензивните си турнета. Те са сред подгряващите групи в британското турне от 1966 година на „Ролинг Стоунс“, издават сингъла „Happenings“, снимат сцените си във „Фотоувеличение“, след което отново са в Съединените щати за концерт в Сан Франциско и участие в турнето на Дик Кларк, водещ на популярното телевизионно предаване „Американ Бендстенд“, към което се присъединяват в Тексас. След няколко концерта Бек се отказва и се връща в Сан Франциско при Мери Хюз, а групата продължава като квартет с Пейдж като единствен водещ китарист. Срещат се отново с Бек през ноември, когато той официално напуска групата. „Ярдбърдс“ довършват останалите си ангажименти в Съединените щати без него, след което се завръщат във Великобритания, а Бек продължава кариерата си самостоятелно.

### Период на Пейдж
През следващите месеци Джими Пейдж въвежда свиренето с лък за виолончело (предложено му от цигуларя Дейвид Маккалъм) и съчетанието на уа-уа педал и дисторшън. В същото време търговският успех на групата намалява. „Happenings Ten Years Time Ago“ стига едва до 30-о място в американската класация „Хот 100“ и се представя още по-зле във Великобритания. Групата се отказва от мениджъра си Саймън Непер-Бел и влиза в партньорства с успешния продуцент от „Кълъмбия Рекърдс“ Мики Мост, известен с работата си с „Енимълс“, „Херманс Хермитс“ и Донован, но и това не връща успеха им в класациите.
След разочароващите продажби на „Happenings“, сингълът „Little Games“, излязъл през март 1967 година, се проваля толкова зле във Великобритания, че „И Ем Ай“ не издава там други записи на групата до нейното разпадане. Планира се издаване във Великобритания на сингъла „Goodnight Sweet Josephine“ през 1968 година, но е отменено. Версия на „Ha Ha Said the Clown“ на Тони Хазард, в която свири само Релф, е последният сингъл на групата, влязъл в американската класация „Топ 50“ – той достига 44-то място през лятото на 1967 година.
„Епик“ компилират шестте дотогавашни хита и задни страни на сингли („New York City Blues“ и „Still I'm Sad“) с най-тежкия материал от „For Your Love“ („I'm Not Talking“) и „Having a Rave Up“ („Smokestack Lightning“) и през март 1967 година издават в Съединените щати албума „The Yardbirds Greatest Hits“. С него за пръв път са включени в албум песните „Happenings“ и „Shapes of Things“. Макар да пропуска „Psycho Daisies“, издавана само във Великобритания като B-страна, „Greatest Hits“ представя на растящата американска публика на „Ярдбърдс“ почти пълна картина на „това, което прави Ярдбърдс велика група“, по думите на критика Брус Едър. Той става най-успешният американски албум на групата, достигайки 28-а позиция в класацията на „Билборд“.
„Ярдбърдс“ прекарват първата половина на 1967 година в турнета в Австралия, Нова Зеландия, Дания и Франция (със спиране в Кан, за да се включат в промотирането на „Фотоувеличение“). Те също свирят на няколко концерта във Великобритания през юни, преди да заминат за Ванкувър за четвъртото си северноамериканско турне с Пейдж. Последният им албум, „Little Games“, е издаден през юли 1967 година, отново само в Съединените щати, но няма успех нито търговски, нито пред критиката. Включената в него кавър версия на „Ten Little Indians“ на Хари Нилсън влиза за кратко в американските класации.
„Ярдбърдс“ прекарват остатъка от годината в турнета в Съединените щати с новия си мениджър Питър Грант, като представленията им стават все по-тежки и експериментални. Групата рядко изпълнява на сцена своите продуцирани от Мост сингли от 1967 година, предпочитайки смесица от хитове от времето на Бек, блус стандарти и експериментална психеделична музика, като „Glimpses“, парче на Пейдж от „Little Games“, включващо свирене на китара с лък, предварително записани шумове и хипнотичен китарен грув. Те изпълняват и кавър версии на „Велвет Ъндърграунд“ („I'm Waiting for the Man“), Боб Дилън („Most Likely You Go Your Way And I'll Go Mine“) и фолк певеца Джейк Холмс, чиято „Dazed and Confused“ с аранжимент на Пейдж и преработен от Релф текст става тяхно постоянно изпълнение от есента на 1967 година и по време на последното им американско турне през следващата година. „Dazed and Confused“ има такъв успех, че по-късно Пейдж я избира, след допълнителни промени в текста, за първите записи на „Лед Зепелин“.
През 1968 година психеделичният блус рок на „Крийм“ и „Джими Хендрикс Икспириънс“ е придобил огромна популярност, но Релф и Маккарти предпочитат да работят в стил, повлиян от фолклорната и класическа музика, докато Пейдж иска да продължи с по-тежката музика, с която става известна „Лед Зепелин“. В същото време Дрея развива интерес към фотографията. През март Релф и Маккарти решават да напуснат, но са убедени от другите двама да останат поне за още едно американско турне.
Последният сингъл на групата е записан през януари и е издаден два месеца по-късно. Отразявайки разногласията между членовете на групата и техния продуцент, предната страна „Goodnight Sweet Josephine“ е поредният поп запис, продуциран от Мики Мост, а задната „Think About It“ включва напомнящ бъдещите „Лед Зепелин“ китарен риф на Пейдж и фрагменти от китарното соло на „Dazed and Confused“. Сингълът не достига първите 100 в класацията на „Билборд“.
Един концерт и няколко песни за бъдещ албум са записани в Ню Йорк през март и в началото на април, включително останалата неиздадена песен „Knowing That I'm Losing You“, ранен вариант на презаписаната по-късно от „Лед Зепелин“ „Tangerine“. По искане на самата група тези записи остават неиздадени, но след успеха на „Лед Зепелин“ „Епик“ се опитват да издадат концертния материал под заглавието „Live Yardbirds: Featuring Jimmy Page“, но албумът е иззет от продажба по искане на Пейдж.
„Ярдбърдс“ правят последните си изпълнения на живо на 31 май и 1 юни в „Шрайн Одиториъм“ в Лос Анджелис и на 4 и 5 юни на Монтгомъри Интернешънъл Спийдуей в Алабама. Концертите в Лос Анджелис са записани в нелегалното издание „Last Rave-Up in L.A“. „Ярдбърдс“ обявяват напускането на Релф и Маккарти в съобщение за печата от 12 юни, след което се връщат в Англия за един последен концерт, на 7 юли 1968 година в Техническия колеж в Лутън.

### „Ярдбърдс“, „Ню Ярдбърдс“ и „Лед Зепелин“
За Пейдж и Дрея, които имат планирано турне в скандинавските страни в края на лятото на 1968 година, разпадането на „Ярдбърдс“ е възможност за събиране на нов състав с Пейдж като продуцент и Грант като мениджър. Пейдж първоначално описва представата си за новата група като „нов тип звуков колаж“, включващ мелотрон, запазвайки китарата. Като възможни барабанисти са разглеждани Бари Джеймс Уилсън от „Прокъл Харъм“, Пол Франсис и студийният музикант Клем Катини, който е гостувал в редица записи на „Ярдбърдс“ по времето на Мост. Младият певец и композитор Тери Рийд е поканен да замести Релф, но отказва, тъй като има сключен договор с Мост, но препоръчва тогава неизвестния Робърт Плант. Плант от своя страна препоръчва като барабанист приятеля си от детинство Джон Бонам. Басистът, клавирист и аранжор Джон Пол Джоунс, който е работил многократно с Пейдж, включително с „Ярдбърдс“, предлага също да се включи в новата група, докато Дрея се отказва с намерението да работи като рок фотограф. Новият състав започва репетиции в средата на август, а в началото на септември под името „Ню Ярдбърдс“ заминава на турне в скандинавските страни, след което се връща в Англия, за да запише дебютния си албум „Led Zeppelin“.
Макар новият състав на Пейдж да продължава да изпълнява няколко песни от канона на „Ярдбърдс“ – най-често „Train Kept a-Rollin'“, „Dazed and Confused“ или „For Your Love“, както и откъси от солото на Бек от „Shapes of Things“, – през октомври 1968 година предстоят нови промени в името и стила. В договори, промоционни материали, билети и други материали групата използва името „Ярдбърдс“ или „Ню Ярдбърдс“ при три концерта през октомври, като този в „Марки Клъб“ е обявен като „прощално представяне в Лондон“ за „Ярдбърдс“, а този в Ливърпулския университет на 19 октомври – „последната им проява завинаги“. Сред причините за това изглежда е и съдебен иск от Дрея, който претендира за юридическите права върху името „Ярдбърдс“, макар че според много източници Пейдж и Грант планират промяна на името още от връщането си от Скандинавия. От 19 октомври 1968 година нататък групата използва името „Лед Зепелин“.

### След „Ярдбърдс“
След края на „Ярдбърдс“ Релф и Маккарти създават групата за акустичен рок „Тогедър“, а след това „Ренесанс“, която записва два албума за „Айлънд Рекърдс“ през следващите две години. През 1973 година Маккарти основава групата „Шут“. Релф, след като продуцира албуми на „Медисин Хед“ (с които свири и на бас) и „Сатурналия“, се появява отново на сцената през 1975 година с нов квартет, „Армагедън“, изпълняващ хибрид между хевиметъл, хардрок и фолк музика с участието на бившия член на „Ренесанс“ Луис Сенамо, барабаниста Боби Колдуел (преди това свирил с „Кептън Бейонд“ и групата на Джони Уинтър) и китариста Мартин Пю. Те записват един обещаващ албум, преди Релф да загине в инцидент с електроинсталацията на домашното си студио на 12 май 1976 година. През 1977 година е създадена групата „Илюжън“, която включва първоначалния състав на „Ренесанс“, заедно с Маккарти и сестрата на Кийт Релф – Джейн Релф.
През 80-те години Маккарти, Дрея и Самюъл-Смит се събират в просъществувалата за кратко „Бокс ъф Фрогс“, към която временно се присъединяват Бек и Пейдж, както и други музиканти, с които членовете на групата са работили през годините. Те записват два албума за „Епик“ – едноименния „Box of Frogs“ (1984) и „Strange Land“ (1986). Маккарти участва и в проекта „Бритиш Инвейжън Ол-Старс“, заедно с музиканти от „Прокъл Харъм“, „Криейшън“, „Нашвил Тийнс“, „Даунлайнърс Сект“ и „Прити Тингс“. Фил Мей и Дик Тейлър от „Прити Тингс“ записват в Чикаго, заедно с Маккарти, два албума под името „Прити Тингс-Ярдбърдс Блус Бенд“ – „The Chicago Blues Tapes 1991“ и „Wine, Women, Whiskey“, – и двата продуцирани от Джордж Паулъс.

## Състав
- Кийт Релф – вокал, устна хармоника
- Крис Дрея – китара
- Пол Самюъл-Смит – бас китара (до 1966)
- Антъни „Топ“ Топам – китара (1963)
- Джим Маккарти – ударни
- Ерик Клептън – китара (1963 – 1965)
- Джеф Бек – китара, вокал (1965 – 1966)
- Джими Пейдж – бас китара, китара (от 1966)

## Албуми
- 1965 Five Live Yardbirds (в САЩ под името For Your Love)
- 1965 Having a Rave up with the Yardbirds
- 1966 Yardbirds with Sonny Boy Williamson
- 1966 Over under Sideways Down
- 1967 Little Games
- 1967 Greatest hits
- 1971 Remember